# Pedaliodes cesarense
Pedaliodes cesarense är en fjärilsart som beskrevs av Adams och Bernard 1979. Pedaliodes cesarense ingår i släktet Pedaliodes och familjen praktfjärilar. Inga underarter finns listade i Catalogue of Life.